# Markus Böcskör
Markus Böcskör (* 1. Oktober 1982 in Oberwart) ist ein österreichischer Fußballtorwart.

## Spielerkarriere
Markus Böcskör begann seine Vereinskarriere spätestens im Jahre 1990 beim SC Schachendorf und kam 1997 ans BNZ Burgenland. Böcskörs erster Verein im Herrenfußball war der SV Neuberg in der Landesliga und Regionalliga Ost. Der Tormann wechselte 2002 in die Erste Liga zur SV Mattersburg. Bei der grün-weißen Sportvereinigung stieg er gleich 2003 in die Bundesliga auf, war dort aber nur Ersatzgoalie. Nach dem Wechsel von Raimund Hedl zurück zu Rapid und der Verletzung von seinem Tormannkollegen bei den Mattersburgern Thomas Borenitsch kam auch Böcskör zu insgesamt 13 Bundesligaeinsätzen. Beim Hallencup 2005 wurde er zum besten Torwart des Turniers gewählt.
Ende August 2006 wechselte er zurück in die Erste Liga zur Kapfenberger SV. Er wurde 2006/07 in der Ersten Liga von den Trainern, Managern und Präsidenten zum Torwart der Saison gewählt worden. Zur Saison 2007/08 wechselte er zu den Kaizer Chiefs nach Johannesburg. Nach nur einem Jahr in Südafrika kehrte Böcskör nach Österreich zurück und unterschrieb wiederum in der Ersten Liga bei der zweiten Mannschaft des FK Austria Wien. Mit der Saison 2008/2009 wechselte Böcskör in die Regionalliga Ost zum SC-ESV Parndorf. Im Sommer 2011 kehrte er in die Bundesliga zum SV Mattersburg zurück.
Zur Saison 2018/19 wechselte er zum viertklassigen SC Bad Sauerbrunn. Bei dem war er anfangs noch vorwiegend in der ersten Mannschaft mit Spielbetrieb in der Burgenlandliga aktiv, spielte jedoch zuletzt meist in der zweiten Mannschaft des Vereins. Im Laufe der Saison 2022/23 verließ er den Verein und kam ab dem Frühjahr 2023 für den SV Loipersbach in der sechstklassigen 1. Klasse Mitte zum Einsatz.

### Hallenfußball
2012, 2013 und 2015 wurde Markus Böcskör beim BFV Hallenmasters zum besten Tormann des Turniers gewählt.

## Trainerkarriere

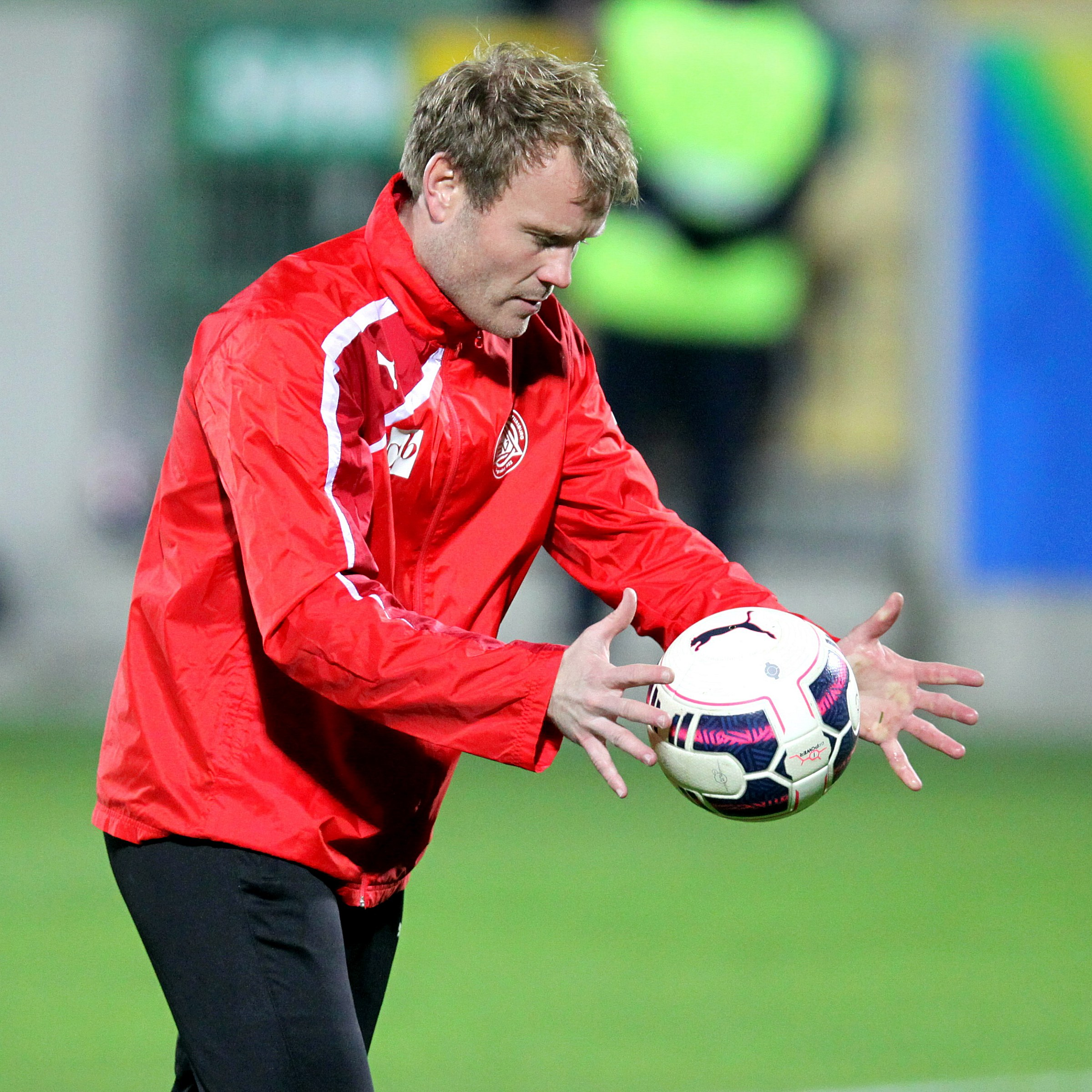
Markus Böcskör als Torwarttrainer der SV Mattersburg (2015)

Bereits während seiner aktiven Zeit bei der SV Mattersburg absolvierte Böcskör Ausbildungen im Trainerbereich und ist seit Sommer 2013 im Besitz der ÖFB-Torwarttrainer-C-Lizenz. Nur wenige Monate später erhielt er Ende März 2014 die UEFA-Torwarttrainer-B-Lizenz, gefolgt von der ÖFB-Profi-Tormanntrainerlizenz, die er Anfang Mai 2016 erhielt. Seit September 2017 ist der gebürtige Burgenländer zudem im Besitz der UEFA-B-Lizenz sowie seit November 2018 der UEFA-Torwarttrainer-A-Lizenz. Nebenbei besucht Böcskör stets Fortbildungen im Trainerbereich.
Von 2011 bis 2016 trat Böcskör unter den Cheftrainern Franz Lederer, Alfred Tatar und Ivica Vastić als Torwarttrainer in Erscheinung und löste dabei Leopold Martinschitz, der über viele Jahre hinweg der Torwarttrainer der Mattersburger war, ab. Im Sommer 2016 übernahm mit Thomas Borenitsch, einer von Böcskörs früheren Schützlingen und ein langjähriger Teamkollege, die Position des Tormanntrainers.
Nachdem er danach einige Jahre kein offizielles Traineramt mehr innegehabt hatte, wurde Böcskör im Sommer 2022 Trainer der zweiten Mannschaft des SC Bad Sauerbrunn und arbeitete mit der Mannschaft bis zur Winterpause 2022/23, ehe er im Jänner 2023 durch Arnold Ernst abgelöst wurde.

## Privates
Böcskör, der sein Lehramtsstudium als Bachelor of Education (BEd) abgeschlossen hat, ist heute (Stand: 2023) Lehrer für Deutsch sowie Bewegung und Sport an der Neuen Mittelschule Theresianum in Eisenstadt.
Seit Herbst 2023 ist Böcskör mit seiner Familie Testimonial für Cewe-Fotobücher und dabei in Werbefilmen des Unternehmens zu sehen. Dabei sind unter anderem Fotos aus seiner Zeit in Südafrika zu sehen.